# Obendorf Gusztáv (postamérnök)
Obendorf Gusztáv, Obendorf Gusztáv Antal Lajos (Liptószentmiklós, 1891. augusztus 25. – 1942 és 1949 között) magyar királyi postamérnök. 

## Életpályája
Obendorf Gusztáv festőművész és Lakner Antónia fia. Középiskoláinak befejezése után a budapesti műegyetem hallgatója volt és itt nyerte el mérnöki oklevelét. 1915-től 1918-ig katonai szolgálatot teljesített és mint népfelkelő hadnagy szerelt le. Előbb magángyakorlatot folytatott, ezt követően 1922-ben megkezdte postai szolgálatát a budapesti kerületi műszaki felügyelőségnél, majd építési osztályvezető lett. Következő állomása a vezérigazgatóság távíró és távbeszélő üzemi ügyosztálya volt. Később a budapesti posta igazgatóság műszaki osztályán az erősáramú és általános műszaki ügyek előadójaként dolgozott. 1931. május 30-án Budapesten feleségül vette Bajári Idát (Monor, 1903. december 8. – Budapest, 1972. augusztus 1.). 1931-ben Pécsre helyezték, ahol az igazgatóság műszaki ügyosztályának vezető helyettesi teendőit látta el. Megbízás alapján 1925-től 1931-ig a vonalfelvigyázói tanfolyamon a vonalépítészet és anyagismeret tanára volt. 1940-ben postaműszaki tanácsossá léptették elő, 1942-ben igazgató-választmányi póttag volt a pécsi postaigazgatóságon. A társadalmi életben tevékenyen részt vett, több kari, társadalmi és kulturális egyesület tagja volt.